# 戛雲亭
戛雲亭位於四川省達州市達縣，文物遺址年代判定為清代。2007年6月1日公佈為四川省第七批文物保護單位。